# Col de Marmare

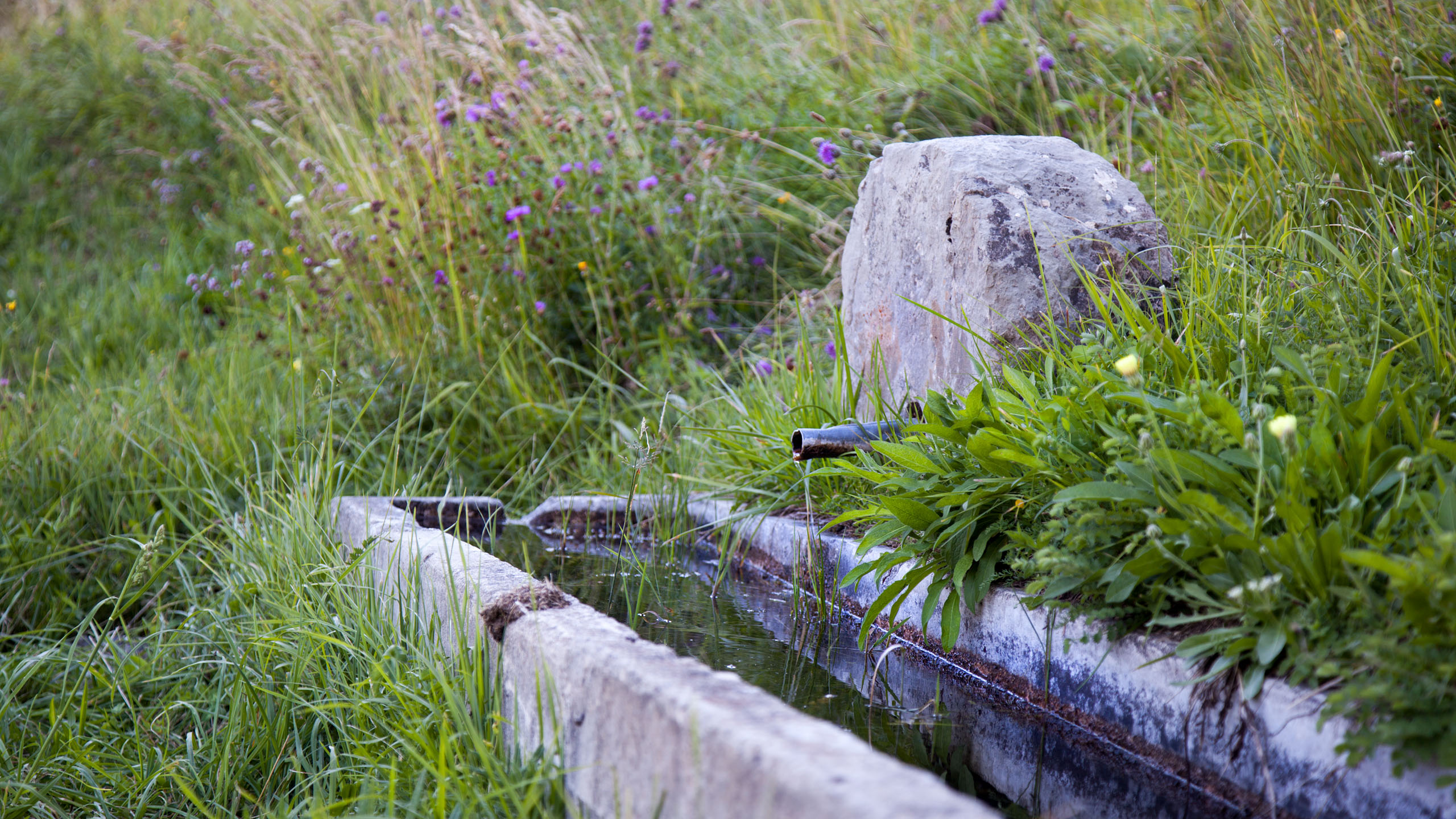
Source de Marmare permettant au bétail et aux cyclistes de se désaltérer.

Le col de Marmare est un col routier des Pyrénées s'élevant à 1 363 m mais souvent indiqué à 1 361 m. Il est situé dans le département de l'Ariège, à la limite des communes de Caussou et de Prades, au nord d'Ax-les-Thermes. Il est emprunté par la route des cols.
Reliant les vallées de l'Ariège et de l'Hers, il sépare aussi le massif de Tabe au nord, du massif du Tarbésou au sud-est.

## Accès
Dans le terroir historique du Sabarthès, ce col est principalement accessible depuis Ax-les-Thermes en s'élevant au nord-est par les lacets du Bosquet et de la Calmeraie puis par la route de l'Aude où se trouve une épingle à gauche en direction de Sorgeat et Ignaux. Par la route départementale 613, on atteint le col du Chioula (1 431 m), le col d'En Ferret (1 421 m) et enfin le col de Marmare.
On peut aussi partir en randonnée pédestre depuis le village de Caussou que l'on rejoint par la route départementale 20, petite route de cimes dite « Route des corniches », au-dessus et relativement parallèle à la vallée de l'Ariège. Par un chemin bien balisé au départ du village, la randonnée aller et retour au col s'effectue en 3 h 15.

## Topographie
Avec la route départementale 44, la montée depuis Savignac-les-Ormeaux par les communes de Vaychis et Tignac est longue de 13,9 km avec un dénivelé de 666 m et une pente moyenne de 4,79 %.
Depuis le bord de l'Ariège à Luzenac, la montée avec la route départementale 55, puis sur la commune d'Unac avec la route départementale 2 jusqu'à Caussou puis les lacets de la départementale 20 jusqu'au col est longue de 16,7 km avec un dénivelé de 756 m et une pente moyenne de 4,53 %. Cet itinéraire a subi en 2018 un important glissement de terrain emportant la départementale 20 environ 300 mètres avant le col sur la commune de Caussou. Les travaux se sont terminés en juillet 2019 avec la réouverture de la route vers le col.

## Histoire
Le col de Marmare était autrefois un passage privilégié et très fréquenté entre la haute vallée de l'Ariège et le pays de Sault dans l'Aude.